# Chetogena tschnorsnigi
Chetogena tschnorsnigi là một loài ruồi trong họ Tachinidae.